# Orto botanico di Leida
L'Orto botanico di Leida è il più antico orto botanico dei Paesi Bassi, e uno dei più antichi del mondo. Esso si trova nella parte a sud ovest del centro storico della città, tra l'edificio dell'Accademia e l'Osservatorio di Leida.

## Bibliografia

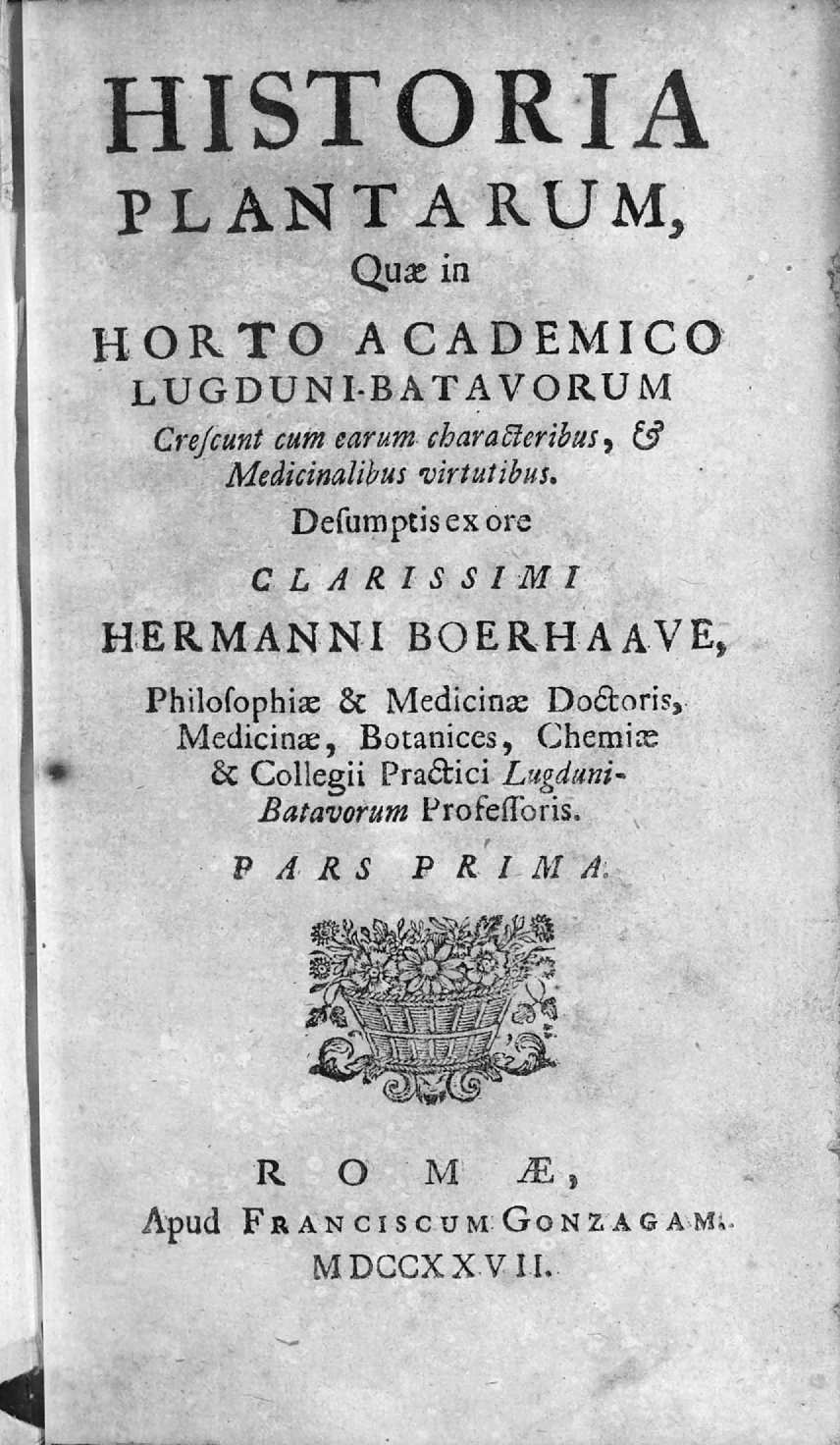
Herman Boerhaave, Historia plantarum quae in Horto Academico Lugduni-Batavorum crescunt, 1727

## Storia

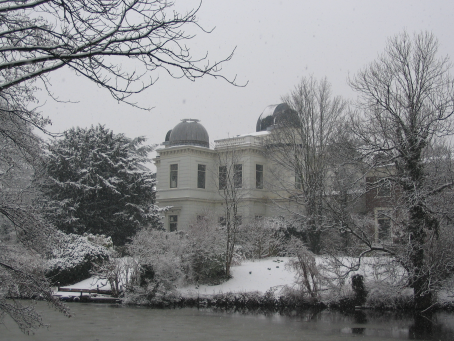
Osservatorio dell'Orto Botanico durante l'inverno.

Nel 1587 la giovane Università di Leida richiese al Borgomastro di Leida il permesso per la fondazione dell'hortus academicus dietro all'edificio dell'Accademia, a beneficio degli studenti di medicina. Il permesso fu concesso nel 1590, e come prefetto fu incaricato il famoso botanico Carolus Clusius (1526-1609), che giunse a Leida nel 1593. La conoscenza, la reputazione e i contatti internazionali di Clusius gli permisero di organizzare una collezione di piante molto vasta. Clusius ordinò anche alla Compagnia Olandese delle Indie Orientali (VOC) di raccogliere specie di piante fresche ed essiccate. Il giardino originale costruito da Clusius era piccolo (circa 35-40 metri), ma conteneva più di 1000 piante diverse.
La collezione di piante tropicali (dalle Indie) e sub-tropicali (dalla Colonia del Capo) fu continuata dai successori di Clusius. Specialmente Herman Boerhaave (1668-1738, prefetto dal 1709 al 1730), contribuì molto alla fama dell'Hortus attraverso i suoi sforzi per la raccolta di piante e specie varie, e con le sue pubblicazioni, come un catalogo delle piante che potevano essere trovate in questo orto botanico.
Un altro vasto contributo alle collezioni fu dato da Philipp Franz von Siebold, un medico tedesco che lavorò a Deshima (Giappone) per la VOC dal 1823 fino alla sua espulsione dal Giappone avvenuta nel 1829. Durante il periodo trascorso in Giappone egli raccolse molte piante essiccate e viventi provenienti da ogni parte del Giappone (così come animali, oggetti etnografici, mappe, ecc.), e mandò tutto a Leida.
Il primo erbario apparve nell'Orto nella seconda metà del XVII secolo, il monumentale Giardino d'inverno fu costruito tra il 1740 ed il 1744. Dalla sua pianta originale l'Hortus si estese progressivamente fino al 1817. Nel 1857 una parte di esso fu usata per costruire il nuovo Osservatorio di Leida.

## Collezione
Da una prospettiva storica il vecchio maggiociondolo (Laburnum anagyroides), piantato nel 1601, il liriodendron (Liriodendron tulipifera) del 1682 e il ginkgo (Ginkgo biloba) del 1785 sono i più importanti da citare.
L'erbario con Victoria amazonica e altre piante tropicali, e la vasta collezione di piante sub-tropicali nel Giardino d'inverno recentemente rinnovato e il nuovo Giardino d'Inverno attrae molti visitatori. Il parco stesso è un'oasi dentro la città vecchia, con moltissimi altri alberi e piante.
Un Giardino Giapponese in onore di Philipp Franz von Siebold fu inaugurato nel 1990.
Il Giardino Clusius vicino ad esso è una ri-creazione del 1931 (rinnovato nel 1990) del giardino originale di Clusius, basato su di una lista di piante che data la fine del XVI secolo.
Dal punto di vista scientifico, l'Orto botanico di Leida è famoso per le sue collezioni di Araceae asiatiche (tra cui la Amorphophallus titanum), Hoya, Dischidia, Nepenthes, le orchidee asiatiche e felci.